# Ministère des Affaires sociales (Québec)
Pour les articles homonymes, voir Ministère des Affaires sociales.
Le ministère des Affaires sociales est un ancien ministère du gouvernement du Québec, en activité du 22 décembre 1970 au 20 juin 1985. Il a remplacé le ministère de la Santé et le ministère de la Famille et du Bien-être social et a été remplacé par le ministère de la Santé et des Services sociaux.
Lors de sa dernière année fiscale (finie le 30 mars 1985), le ministère des Affaires sociales a dépensé 5,764 milliards de dollars, soit 22,6 % du budget total du gouvernement du Québec. C'était alors le 2e ministère en importance après celui de l'Éducation.

## Missions
Le ministère des Affaires sociales était initialement chargé des missions liées à la santé, aux services sociaux et, jusqu'en 1981, à l'aide sociale.

## Historique
Le ministère est créé lors de la proclamation de la loi 42 le 22 décembre 1970. Son premier ministre est Claude Castonguay, considéré comme le « père de l'assurance maladie » au Québec. Lors de la création du ministère, l'ensemble du personnel et des budgets du ministère de la Santé et du ministère de la Famille et du Bien-être social y sont transférés. Quelques mois plus tard le 1er avril 1971 les ressources et personnels chargés de l'administration des programmes d'allocation familiale et d'allocation scolaire sont transférés à la Régie des rentes du Québec.
Le ministère des Affaires sociales perd la responsabilité de l'aide sociale le 18 juin 1981 lorsque le ministère du Travail, de la Main-d’œuvre et de la Sécurité du revenu est créé.

### Liste des ministres
| Titulaire Parti                | Titulaire Parti                     | Début                          | Fin                            | Cabinet      |
| ------------------------------ | ----------------------------------- | ------------------------------ | ------------------------------ | ------------ |
| Ministre des Affaires sociales | Ministre des Affaires sociales      | Ministre des Affaires sociales | Ministre des Affaires sociales | Bourassa (1) |
|                                | Claude Castonguay Libéral           | 22 décembre 1970               | 13 novembre 1973               | Bourassa (1) |
|                                | Claude Forget Libéral               | 13 novembre 1973               | 26 novembre 1976               | Bourassa (1) |
|                                | Denis Lazure Parti québécois        | 26 novembre 1976               | 30 avril 1981                  | Lévesque     |
|                                | Pierre Marc Johnson Parti québécois | 30 avril 1981                  | 5 mars 1984                    | Lévesque     |
|                                | Camille Laurin Parti québécois      | 5 mars 1984                    | 27 novembre 1984               | Lévesque     |
|                                | Guy Chevrette Parti québécois       | 29 novembre 1984               | 21 juin 1985                   | Lévesque     |